# 陳永正 (中山大學教授)
陳永正（1941年12月—），字止水，號沚齋。1941年生於廣東茂名高州，現居廣州。學術生涯始於華南師範大學中文系，後於中山大學深造，獲文學碩士學位。

## 人物介紹
工作經歷
1962年9月-1978年9月：中學教師。
1978年9月-至今：中山大學，歷任講師、副研究員、副主任等職。
社會職務：廣東省書法家協會副主席、中國書法家協會副主席。